# Ben Ettridge
Benjamin James "Ben" Ettridge (nascido em 19 de novembro de 1983) é um treinador australiano de basquetebol em cadeira de rodas que atualmente é treinador principal do Joondalup Wolves que disputa a Liga Estadual de Basquete [en] (SBL) e da equipe nacional masculina, conhecida como os Rollers. Em 2009, o Comitê Paralímpico da Austrália o nomeou como um de seus finalistas ao prêmio de "melhor treinador do ano".

## Carreira de jogador
Ettridge competiu na Liga Estadual de Basquete entre 1993 e 2004, disputando pelos clubes Cockburn Cougars [en] (1993–1994), Willetton Tigers [en] (1995–1996), Mandurah Magic (1997–1999; 2002–2004) e Perth Redbacks [en] (2001).

## Carreira de treinador
Ettridge assumiu o comando da equipe australiana masculina de basquetebol em cadeira de rodas que conquistou a medalha de ouro nos Jogos Paralímpicos de Verão de 2008 em Pequim. Foi treinador da equipe da Austrália que competiu nos Rollers World Challenge, em 2009. Em 2010, Ettridge treinou a equipe vencedora da temporada 2010 do Campeonato Mundial de basquetebol em cadeira de rodas. Em novembro de 2011, treinou os Rollers na classificatória paralímpica para os Jogos Paralímpicos de Verão de 2012. Na Paralimpíada da Rio 2016, comandou a equipe nacional, os Rollers, a qual terminou na sexta colocação.

## Vida pessoal
Ettridge é filho do ex-atleta paralímpico Len Ettridge.